# Nordschleusenbrücke
Die Nordschleusenbrücke war eine 1931 eröffnete und 2021 nach Schaden demontierte Drehbrücke im Stadtbremischen Überseehafengebiet Bremerhaven, die vom Bahn- und Straßenverkehr genutzt wurde. Sie galt seit 1945 als größte Eisenbahndrehbrücke Deutschlands. Bis dahin war das die 200 m lange Reichsbahnbrücke über den Pregel in Königsberg (Preußen) gewesen.

## Lage, Geschichte und Beschreibung
Die Brücke lag am nördlichen Ende der Columbusinsel unmittelbar östlich der Nordschleuse. Sie verband die Insel über den Verbindungskanal zwischen Wendebecken und Kaiserhäfen mit dem Festland. Im Zuge von Hafenerweiterungsmaßnahmen wurde sie in den Jahren 1928 bis 1930 errichtet. Konstruiert wurde sie von Hans Georg Herrmann und im Auftrag des bremischen Staats von einem Konsortium aus MAN und Dortmunder Union gebaut.
Das Bauwerk hatte zwei Kragarme unterschiedlicher Länge: der kürzere war 33,4 m, der längere 78,5 m lang. Der Brückenträger wog 2760 t. Er überführte zwei Eisenbahngleise, zwei Fahrspuren für den Straßenverkehr und einen Fußgängerweg. Drehachse, Antrieb und das Maschinenhaus befanden sich am östlichen Kanalufer. Die Schwenkung zum Öffnen bzw. Schließen dauerte etwa sieben Minuten. Die Brücke wurde etwa 2000 Mal pro Jahr geöffnet und geschlossen.

### Schaden
Am 1. April 2021 um 17 Uhr riss einer der beiden Obergurte der Brücke. Die Hafengesellschaft Bremenports stellte fest, dass der Schaden nicht zu beheben war. Dass die Brücke nun nicht mehr geöffnet werden konnte, machte die Kaiserhäfen für größere Schiffe vorübergehend unerreichbar, da die südliche Kaiserschleuse ebenfalls wegen Reparaturen gesperrt war. Die gesperrte und nun schrottreife Brücke wurde ab dem 10. April 2021 in einer aufwendigen Aktion demontiert. Die Stahlkonstruktion war erst am 23. Januar, wenige Wochen vor dem Schaden, eingehend untersucht und für einwandfrei befunden worden. Für den Neubau wurden Landesmittel an Bremenports bewilligt.

## Verkehr
Der städtische Busverkehr benutzte die Brücke letztmals mit der VGB-Linie 514 am 3. April 2005.
Für den Werksverkehr steht seit dem 11. Mai 2022 eine Fähre zur Verfügung.

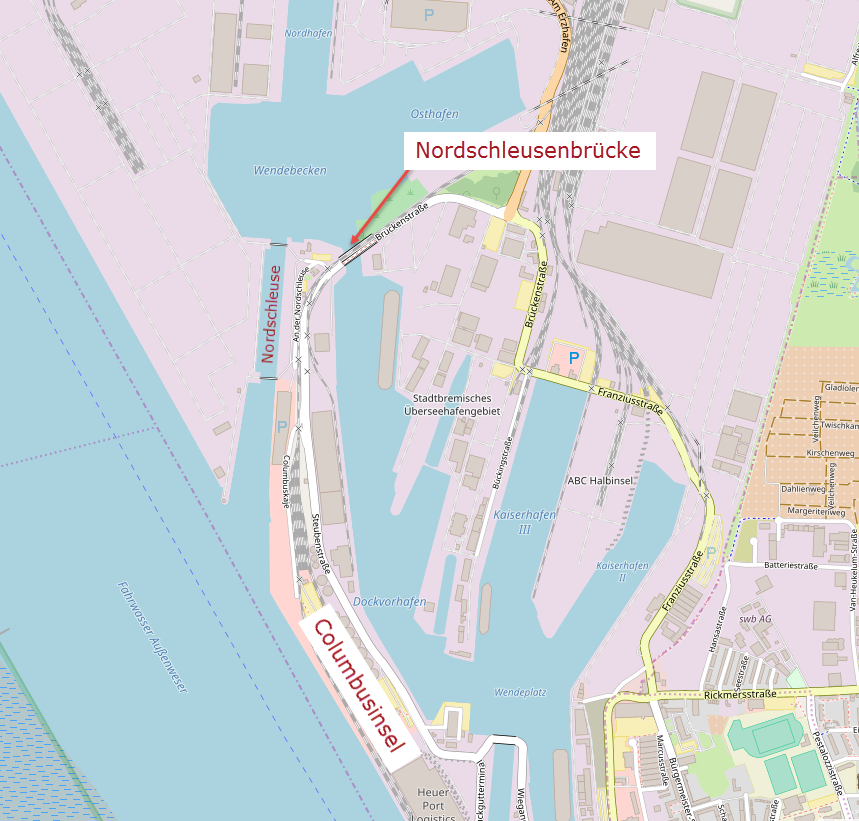
Lage
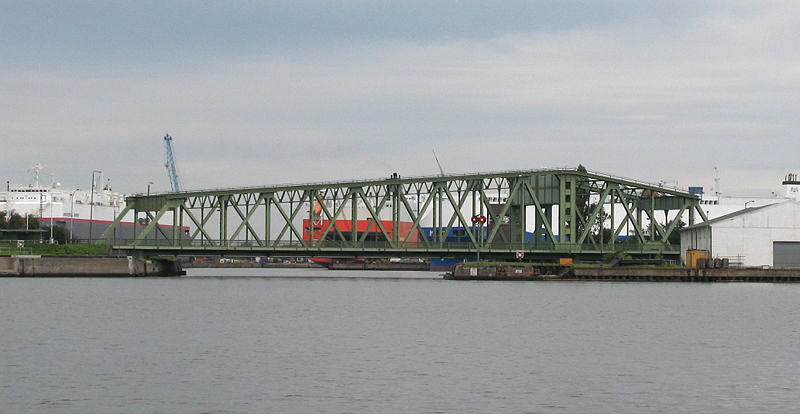
Brücke von Süden
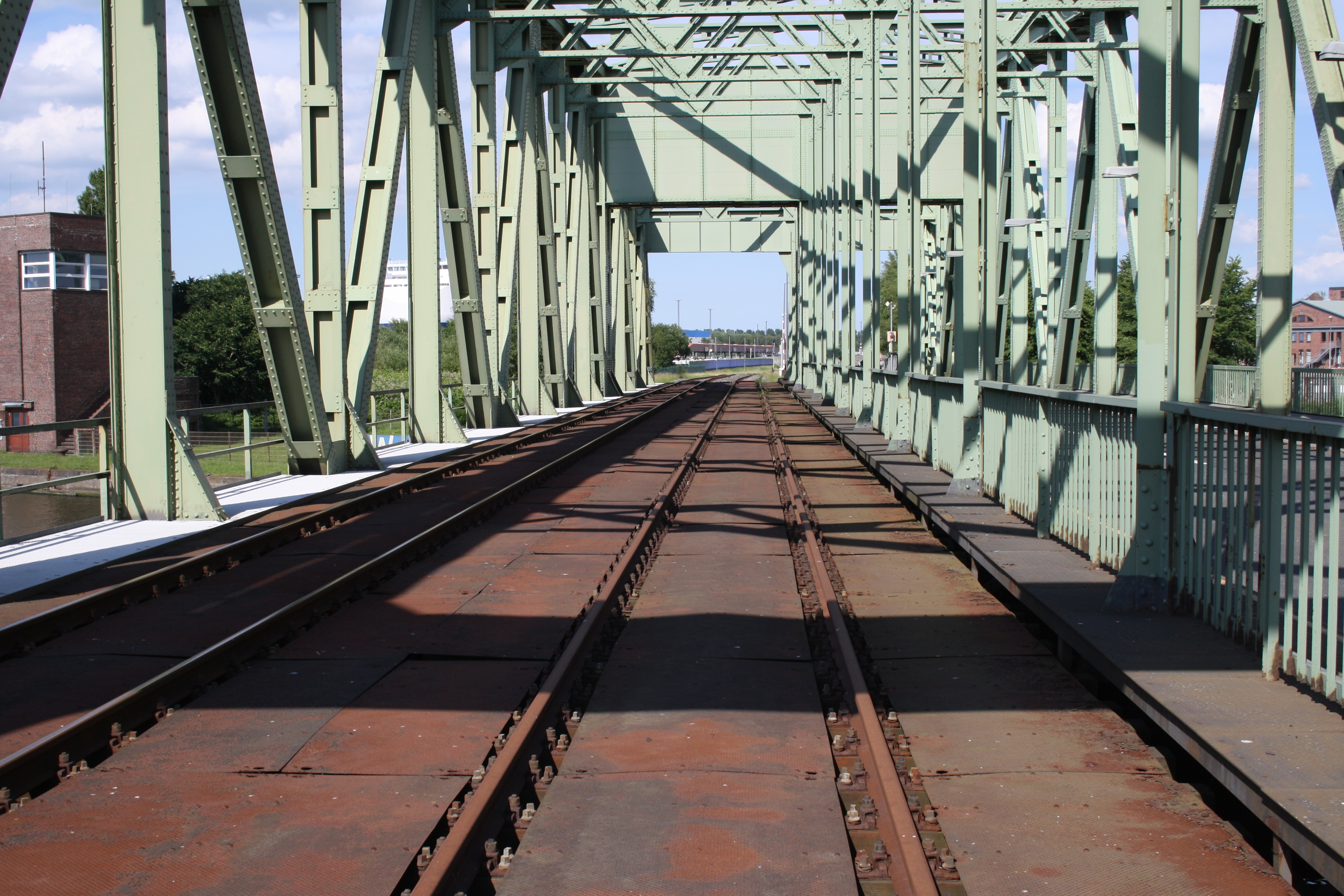
Gleise
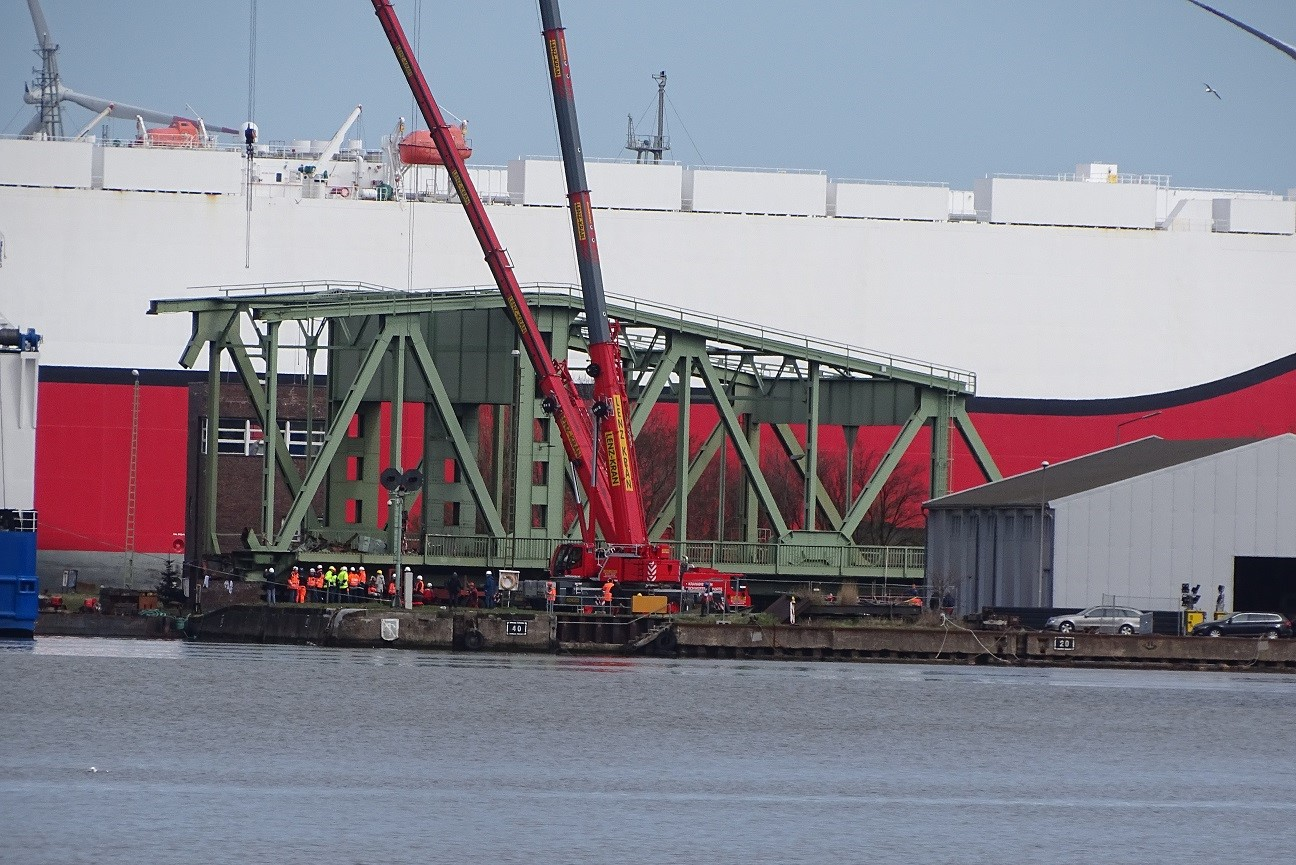
Kurzes (landseitiges) Ende während der Demontage